# Monorcheides cumingiae
Monorcheides cumingiae är en plattmaskart. Monorcheides cumingiae ingår i släktet Monorcheides och familjen Monorchiidae. Inga underarter finns listade i Catalogue of Life.